# والتر هفنر
والتر هفنر (به آلمانی:Walter Haefner) در تاریخ ۱۳ سپتامبر سال ۱۹۱۰ در کشور سوییس و شهر زوریخ دیده به جهان گشود. او هم‌اکنون در شرکت CA یکی از بزرگترین سهامداران می‌باشد. ثروت والتر هفنر حدود ۳٫۳ میلیارد دلار ارزیابی شده‌است. وی یکی از ثروتمندترین مردان کرهٔ زمین می‌باشد.

## بیو گرافی
وی که در سوییس متولد شده‌است سابقهٔ کار در شرکت جنرال موتورز را به عنوان یک کارمند دارد. او در تاریخ ۱۹ جون ۲۰۱۲ و در سن ۱۰۱ سالگی فوت کرد. شغل اصلی ایشان تجارت در زمینه‌های اتومبیل و کامپیوتر بود.

## تحصیلات
ایشان تحصیلات خود را در کشور فرانسه و دانشگاه لیون گذراندند و مدرک کارشناسی را از این دانشگاه اخذ نمودند. سپس برای ادامهٔ تحصیل به وطن خود و دانشگاه زوریخ رفتند و در رشتهٔ MBA مدرک کارشناسی ارشد خود را اخذ نمودند.